# Ekolokalisering

Skiss över delfinernas ekolokalisering

Ekolokalisering (eller ekopejling) är ett sätt att lokalisera föremål genom att skicka iväg ljudvågor och uppfatta ekon av dem och därigenom kunna navigera och orientera sig fram samt hitta bytesdjur.
Ekolokalisering används av djur, till exempel småfladdermöss, några flyghundar, tandvalar, några näbbmöss och några grottlevande fågelarter (bland andra oljefåglar och fåglar av släktet Collocalia) samt av människor med hjälp av apparater, till exempel blinda för att upptäcka hinder.
Småfladdermössens läten för ekolokaliseringen skapas i struphuvudet och de är mellan 0,3 och 100 millisekunder långa samt har en frekvens av 12 till 200 kHz. Tandvalar och flyghundar skapar däremot klickljud med tungan.